# تي آر نايت

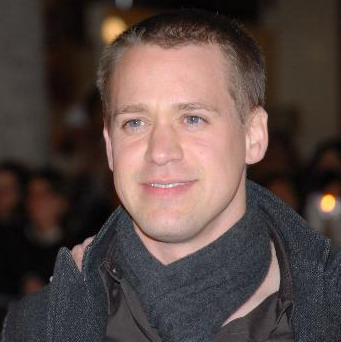
تي آر نايت

تي آر نايت (بالإنجليزية: T. R. Knight)‏ ممثل أمريكي من مواليد 26 مارس 1973، حاصل على جائزة نقابة ممثلي الشاشة 2006 لأفضل مجموعة عن دورهم في مسلسل غريز أناتومي الطبيب (جورج اومالي) . كما رُشح بنفس الدور لجائزة الإيمي لأفضل ممثل في دور مساند.
من مواليد مدينة مينابولس ولاية مينسوتا، التحق بالمسرح منذ كان في الخامسة من عمره.
بعد إنهاء الثانوية التحق بأكاديمية هولي إنجيلز (Holy Angels)ثم بجامعة ولاية مينسوتا الأمريكية.
انتقل بعد ذلك إلى نيويورك طامحا ليجد له مكان في برودواي حيث أشهر المسارح والمسرحيين في العالم!
في العام 2003 حصل على جائزة (Drama Desk Awards) المهمة في عالم المسرح.
نهاية العام 2006 صرح تي آر نايت لمجلة بيبول (People) بأنه مثلي الجنس!

## روابط خارجية
- تي آر نايت على موقع IMDb (الإنجليزية)
- تي آر نايت على موقع ألو سيني (الفرنسية)
- تي آر نايت على موقع أول موفي (الإنجليزية)
- تي آر نايت على موقع قاعدة بيانات برودواي على الإنترنت (الإنجليزية)
- تي آر نايت على موقع قاعدة بيانات برودواي على الإنترنت (الإنجليزية)
- تي آر نايت على موقع إن إن دي بي (الإنجليزية)
- تي آر نايت على موقع قاعدة بيانات الفيلم (الإنجليزية)
- تي آر نايت على موقع كينوبويسك (الروسية)